# Otto von Dulitz

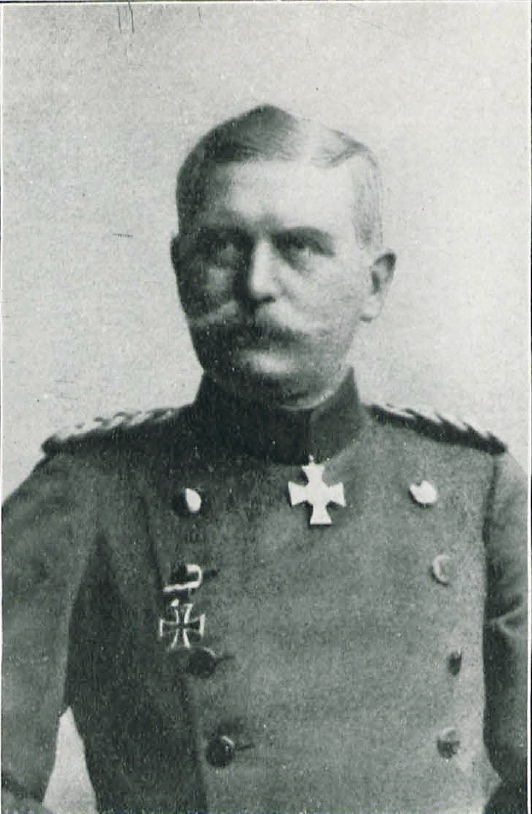
Otto von Dulitz

Otto Friedrich Franz Dulitz, seit 1900 von Dulitz (* 6. September 1847 in Salow; † 28. August 1912 in Potsdam) war ein preußischer General der Artillerie.

## Leben
Dulitz nahm 1870/71 am Krieg gegen Frankreich teil und wurde mit dem Eisernen Kreuz II. Klasse ausgezeichnet. Im weiteren Verlauf seiner Militärkarriere avancierte er Ende Oktober 1885 zum Hauptmann und Batteriechef im 2. Brandenburgischen Feldartillerie-Regiment Nr. 18 (General-Feldzeugmeister) und war später vom 17. Februar 1894 bis 17. Oktober 1895 Chef des Generalstabes des VII. Armee-Korps in Münster. Anschließend fungierte Dulitz als Kommandeur des Feldartillerie-Regiments Nr. 34 in Metz. Unter Stellung à la suite dieses Regiments folgte am 24. Mai 1898 seine Ernennung zum Kommandeur der 6. Feldartillerie-Brigade in Breslau. Kurz darauf wurde er am 15. Juni 1898 zum Generalmajor befördert und erhielt am 18. April 1899 das Kommando über die Garde-Feldartillerie-Brigade. Mit der Teilung dieses Großverbandes und der Bildung der 2. Garde-Feldartillerie-Brigade wurde Dulitz mit Wirkung zum 1. Oktober 1899 zu deren ersten Kommandeur ernannt.
Aus Anlass der Jahrhundertwende erhob Wilhelm II. Dulitz am 1. Januar 1900 in den erblichen Adelsstand.
Am 8. Mai 1901 beauftragte man ihn mit der Führung der 5. Division und ernannte Dulitz am 16. Juni 1901 unter gleichzeitiger Beförderung zum Generalleutnant zum Divisionskommandeur. Dieses Kommando gab er am 9. April 1906 ab, wurde dann zum General der Artillerie befördert sowie zum Generalinspekteur der Fußartillerie ernannt. In Genehmigung seiner Abschiedsgesuches wurde Dulitz am 12. Dezember 1911 mit der gesetzlichen Pension zur Disposition gestellt.
Nach seiner Verabschiedung schlug ihn Wilhelm II. am 19. Dezember 1911 zum Ritter des Schwarzen Adlerordens. Bereits im Jahr darauf verstarb Dulitz. Aus Anlass seines Todes hatten sämtliche Offiziere der Fußartillerie sowie des 2. Lothringischen Feldartillerie-Regiments Nr. 2 auf Anordnung des Königs für drei Tage Trauer anzulegen.